# Bayern Múnich (hockey sobre hielo)
La sección de hockey sobre hielo del Bayern Múnich fue una sección deportiva comprendida desde 1966 a 1969, teniendo como antecedente las actuaciones bajo el nombre de MEV 1883 München desde 1909. Desde 1966 a 1968 su entrenador fue el esloveno Ján "Jano" Starší.
El club Münchener Eislauf-Verein von 1883, o, MEV 1883 fue un club de Múnich especializado en deportes de hielo, donde el hockey sobre hielo se practicaba desde el principio del siglo XX. En la noche del 7 de enero de 1966, el SRM en su sección de hockey sobre hielo decidió unirse al Bayern de Múnich. Después de la temporada 1966-1967, el equipo consigue jugar en la Bundesliga. En 1967 también ganó el DEV-Pokal, una competición de hockey organizado hasta 1968. Tras la ampliación, el equipo Bayern participa en dos ediciones de la Bundesliga antes de la disolución de la sección en 1969. Después de la disolución, el equipo se reunió con las filas del MEV 1883.